# 110年代
| 千纪： | 1千纪                                                                                  |
| 世纪： | 1世纪 \| 2世纪 \| 3世纪                                                                |
| 年代： | 80年代 \| 90年代 \| 100年代 \| 110年代 \| 120年代 \| 130年代 \| 140年代                |
| 年份： | 110年 \| 111年 \| 112年 \| 113年 \| 114年 \| 115年 \| 116年 \| 117年 \| 118年 \| 119年 |

## 大事记
- 110年，大將軍鄧騭以羌亂日熾，欲棄涼州（甘肅張家川），郎中虞詡力爭不可。
- 111年，先零羌將攻河東郡，兵至河內郡，人民渡黃河南奔，首都洛陽震動。九州有蝗災，八郡國大水，人民流離分散。
- 112年，十州蝗災，旱災。滇零病卒，子零昌嗣位。
- 115年，河南洛陽等十九郡國蝗，洛陽旱。遼東鮮卑攻無慮（遼寧北鎮）。
- 117年，任尚募羌酋號封，刺殺零昌。戰於富平（甘肅吳忠）黃河岸，大破先零羌。
- 117年，羅馬皇帝圖拉真卒，侄哈德良嗣位。
- 118年，度遼將軍鄧遵募羌酋雕何，刺殺零昌羌同種酋長狼莫，諸羌瓦解。任尚與鄧遵爭功，鄧遵為鄧太后堂弟，漢安帝遂斬任尚。
- 119年，益州刺史張喬擊破叛夷，斬首三萬，封離請降。敦煌太守曹宗遣長史索班復屯伊吾盧，車師前王國，及鄯善國降汉。